# Franca Bernadine
Franka Bernadine là một chính trị gia đến từ đảo Grenada. Cô từng là Bộ trưởng Bộ Giáo dục và Nhân sự của quốc gia đó.